# Meyrieux-Trouet
Meyrieux-Trouet è un comune francese di 287 abitanti situato nel dipartimento della Savoia della regione dell'Alvernia-Rodano-Alpi.

## Società

### Evoluzione demografica
Abitanti censiti